# Parafia św. Szymona i Judy Tadeusza w Łącznej
Parafia Świętego Szymona i Judy Tadeusza – parafia rzymskokatolicka w Łącznej (diecezja kielecka, dekanat zagnański).
Erygowana w 1913. Mieści się przy ulicy Kamionki. Duszpasterstwo w niej prowadzą księża diecezjalni.
W 1930 uregulowano stan własnościowy terenu zajmowanego przez parafię, przez wywłaszczenie dwóch działek na mocy zarządzenia Prezydenta RP.